# Яшке, Томас
Томас Яшке (род. 4 сентября 1993 года) — американский волейболист, член мужской сборной США по волейболу и клуба «Панасоник Пантерс», бронзовый призёр Олимпийских игр 2016 года.

## Личная жизнь
Родители Томаса: Джон и Даниэль Яшке. У него есть сестра-близнец Хайме и брат Джозеф (род. 1990). Яшке учился в средней школе Уитона Уорренвилля и выиграл чемпионат штата Иллинойс в 2012 году. После школы Томас поступил в Университет Лойолы в Чикаго, но бросил учёбу, чтобы профессионально играть в клубе «Ресовия».

## Карьера

### Колледж
Он играл за «Лойола Рамблерс» в течение 3 сезонов (2013—2015). В 2015 году он был назван AVCA «Игроком года». После первого курса колледжа он прервал учёбу и подписал 3 летний контракт с польским клубом «Ресовия», который стал чемпионом Польши в предыдущем сезоне. После первого года своего контракта он вернулся в Чикаго, чтобы получить высшее образование (степень по финансам) и спустя полгода вернулся в свой клуб.
В 2017 году он перешел в итальянский клуб «Блю Воллей» (в то время «Калзедония Верона»).

### Сборная
Яшке дебютировал в сборной во время «Кубка чемпионов NORCECA 2015 года», но пропустил участие в чемпионате мира по волейболу 2015 из-за травмы. Он вошёл в сборную США на Мировую лигу 2015 года, где команда получила бронзовую медаль. В июне 2016 года Яшке играл в мужской олимпийской сборной США по волейболу на Олимпийских играх 2016 года в Рио-де-Жанейро, где они выиграли бронзовую медаль.